# Zoran Antonijević
Zoran Antonijević (srbskou cyrilicí Зоран Антонијевић; 21. října 1945, Bělehrad – 5. února 2008, Bělehrad) byl jugoslávský fotbalista srbské národnosti, záložník.

## Fotbalová kariéra
V jugoslávské lize hrál v týmu FK Crvena zvezda, nastoupil ve 154 ligových utkáních a dal 18 gólů. S týmem získal tři mistrovské tituly a třikrát vyhrál jugoslávský fotbalový pohár. Dále hrál v Řecku za Iraklis Soluň, nastoupil v řecké lize v 56 utkáních, dal 1 gól a s Iraklisem v roce 1976 vyhrál řecký fotbalový pohár. V Poháru mistrů evropských zemí nastoupil v 11 utkáních a dal 5 gólů a v Poháru vítězů pohárů nastoupil v 11 utkáních a dal 2 góly. Za reprezentaci Jugoslávie nastoupil v letech 1970–1972 v 8 utkáních.

## Ligová bilance
| Ročník                          | Zápasy | Góly | Klub                   |
| ------------------------------- | ------ | ---- | ---------------------- |
| Jugoslávská Prva liga 1967/1968 | 29     | 5    | Crvena zvezda Bělehrad |
| Jugoslávská Prva liga 1968/1969 | 0      | 0    | Crvena zvezda Bělehrad |
| Jugoslávská Prva liga 1969/1970 | 34     | 3    | Crvena zvezda Bělehrad |
| Jugoslávská Prva liga 1970/1971 | 30     | 2    | Crvena zvezda Bělehrad |
| Jugoslávská Prva liga 1971/1972 | 25     | 2    | Crvena zvezda Bělehrad |
| Jugoslávská Prva liga 1972/1973 | 4      | 0    | Crvena zvezda Bělehrad |
| Jugoslávská Prva liga 1973/1974 | 15     | 4    | Crvena zvezda Bělehrad |
| Jugoslávská Prva liga 1974/1975 | 17     | 2    | Crvena zvezda Bělehrad |
| Řecká Superliga 1975/1976       | 23     | 1    | Iraklis Soluň          |
| Řecká Superliga 1976/1977       | 33     | 0    | Iraklis Soluň          |
| CELKEM 1. jugoslávská liga      | 154    | 18   |                        |
| CELKEM Řecká Superliga          | 56     | 1    |                        |